# Wola Murowana
Wola Murowana – wieś w Polsce położona w województwie świętokrzyskim, w powiecie kieleckim, w gminie Nowiny
.
| SIMC    | Nazwa     | Rodzaj    |
| ------- | --------- | --------- |
| 0267482 | Łany      | część wsi |
| 1017190 | Podgatcze | część wsi |
| 0267499 | Sołtysy   | część wsi |
| 0267507 | Trzcianki | część wsi |
| 0267513 | Zagórze   | część wsi |

W latach 1975–1998 miejscowość administracyjnie należała do województwa kieleckiego.